# Потешкин, Владимир Александрович
Влади́мир Алекса́ндрович Поте́шкин (укр. Володимир Олександрович Потєшкін) — украинский военнослужащий, полковник, участник российско-украинской войны. Герой Украины (2022).  

## Биография
С начала полномасштабного вторжения России в Украину в марте 2022 года, Владимир Потешкин эффективно руководил огнём бригадной артиллерии, организовывал артиллерийскую разведку, координировал действия подразделений и обеспечивал точное и разрушительное поражение врага. Его решительность, профессионализм и преданность стали надёжной опорой для боевых товарищей.
В апреле 2025 года был назначен командиром 10-й отдельной горно-штурмовой бригады «Эдельвейс», которая дислоцируется в Ивано-Франковской области.

## Награды
- Звание «Герой Украины» с удостоением ордена «Золотая Звезда» (5 декабря 2022) — за личное мужество и героизм, проявленные в защите государственного суверенитета и территориальной целостности Украины, верность военной присяге[2].
- Медаль «За военную службу Украине» (14 октября 2022) — за личное мужество и отвагу, проявленные в защите государственных интересов, укрепление обороноспособности и безопасности Украины[3].
- Орден «За мужество» III степени (7 мая 2022) — за личное мужество и самоотверженные действия, проявленные в защите государственного суверенитета и территориальной целостности Украины, верность военной присяге[4].